# Paulo Lopes
Paulo Lopes es un municipio brasileño del estado de Santa Catarina. Tiene una población estimada al 2020 de 7 569 habitantes.

## Historia
El fundador de la ciudad fue el coronel Paulo Lopes Falcão, inmigrante de las Azores, quien se instaló en la región hacia el 1800 junto con más inmigrantes de las islas potuguesas, y con la ayuda de los indios Carios, comenzó a cultivar maíz y producir harina de mandioca. Posteriormente, migrantes provenientes de São Paulo se unieron a la pequeña población que había surgido. En 1890 se crea la freguesia de Paulo Lopes, sin embargo, durante muchos años, la ciudad se llamó Olaria (cerámica),debido a sus numerosas industrias de fabricación de ladrillos. Paulo Lopes tiene una fuerte inmigración azoriana, alemana, italiana y, más recientemente, gauchos y argentinos.
El Municipio fue creado el 21 de diciembre de 1961 mediante la ley n.º 804, emancipándose de Palhoça. La instalación del municipio fue el 30 de diciembre de 1961.